# Middleton-in-Teesdale
Middleton-in-Teesdale – wieś i civil parish w Anglii, w hrabstwie Durham. Leży 37 km na południowy zachód od miasta Durham i 370 km na północ od Londynu. W 2011 roku civil parish liczyła 1137 mieszkańców.